# Behind the Rising Sun
Behind the Rising Sun is een Amerikaanse oorlogsfilm uit 1943 onder regie van Edward Dmytryk. Het scenario is gebaseerd op de gelijknamige roman uit 1941 van de Amerikaanse auteur James R. Young.

## Verhaal
Na zijn studie in de Verenigde Staten keert Taro Seki in de jaren 30 terug naar Japan. Hij wil er werken voor de Amerikaanse ingenieur Clancy O'Hara. Seki wordt verliefd op diens secretaresse Tama Shimamura. Zijn vader weigert het huwelijk te aanvaarden. De Japanners zijn op dat ogenblik in oorlog met China. Seki neemt dienst in het leger.

## Rolverdeling
| Acteur                   | Personage      |
| ------------------------ | -------------- |
| Margo                    | Tama Shimamura |
| Tom Neal                 | Taro Seki      |
| J. Carrol Naish          | Reo Seki       |
| Robert Ryan              | Lefty O'Doyle  |
| Gloria Holden            | Sara Braden    |
| Donald Douglas           | Clancy O'Hara  |
| George Givot             | Boris          |
| Adeline De Walt Reynolds | Grootmoeder    |
| Leonard Strong           | Vader van Tama |